# 威尼斯之女
《威尼斯之女》（英語：Dangerous Beauty）是一部美国电影，上映于1998年，由凯瑟琳·麦克马克、盧夫斯·塞維爾及奥利弗·普莱特主演。

## 外部連結
- 互联网电影数据库（IMDb）上《威尼斯之女》的资料（英文）
- Box Office Mojo上《威尼斯之女》的資料（英文）
- AllMovie上《威尼斯之女》的资料（英文）
- 爛番茄上《威尼斯之女》的資料（英文）
- 时光网上《威尼斯之女》的資料（简体中文）
- 豆瓣电影上《威尼斯之女》的資料 （简体中文）